# Absam
Absam – gmina w Austrii, w kraju związkowym Tyrol, w powiecie Innsbruck-Land. Liczy 6067 mieszkańców (1 stycznia 2015).